# Distretto di Jimei
Il distretto di Jimei (集美区S, Jíměi QūP) è un distretto della Cina, situato nella provincia del Fujian.